# Спэйсдок Земля
Спэйсдок Земля (англ. Earth Spacedock) — вымышленная космическая станция на орбите Земли в вымышленной вселенной «Звёздный путь», изначально спроектированная Дэвидом Карсоном и Нило Родис из компании Industrial Light & Magic в 1980-х годах. Это достаточно большая станция, чтобы вмещать несколько кораблей этой вымышленной вселенной. В реальной жизни «Спэйсдок Земля» состоит из серии миниатюр и рисунков, которые были использованы для различных фильмов и телевизионных шоу в 1980-х и 1990-х годов.
Название «Спэйсдок» (одним словом) впервые появилось в 1984 году в фильме «Звёздный путь 3: В поисках Спока», а затем в четвёртом, пятом и шестом фильмах франшизы «Звёздный путь». «Спэйсдок» также появляется в сериалах «Звёздный путь: Следующее поколение», «Звёздный путь: Глубокий космос 9» и «Звёздный путь: Вояджер» в 1980-х и 1990-х годах. Космические станции такого класса на орбитах других планет были показаны много раз в «Следующем поколении». В то время, до использования компьютерной графики, модели были дорогими, поэтому они часто повторно использовались в нескольких фильмах для экономии бюджета.
В финале первого сезона сериала «Звёздный путь: Дискавери» показано строительство «Спэйсдока Земля» на орбите Земли, за десятилетие до событий сериала «Звёздный путь: Оригинальный сериал» (1966-69).
В третьем сезоне сериала «Звёздный путь: Пикар» становится известно, что «Спейсдок Земля» был списан и перемещён на орбиту планеты Атан-прима, где используется в качестве Музея флота. Там помещены корабли-музеи. Заведует музеем коммодор Джорди Ла Форж. На его месте был построен новый «Спейсдок».

## Концепция и дизайн
В 2015 году набор эскизов и миниатюрная модель дизайна «Спэйсдок Земля» поступили на аукцион за 5000 фунтов стерлингов. Одна модель для съемок интерьера (для снимков космического корабля внутри дока) имела размер 30 футов (9,1 м) в поперечнике и была построена производителем спецэффектов для кинофильмов и телевидения Industrial Light and Magic. Это была продвинутая модель эпохи, когда компьютерные изображения ещё не стали обычным явлением, у неё были различные неоновые огни и двери, которые могли открываться для съёмки специальных эффектов. Конструкция содержала километры фибероптики для освещения.
Декорация должна была быть устранена по окончании съёмок фильма «В поисках Спока», и ILM демонтировал её после фильма. Но затем было высказано желание использовать её повторно для следующего фильма «Путешествие домой», и её заново собрали. Повторное использование модели из предыдущего фильма, а также повторное использование внутренних наборов, изображающих станцию, помогло сэкономить на бюджете «Путешествия домой», которое вышло в 1986 году. Это одна из самых «прочных конструкций космических аппаратов» во франшизе.

## Появление в фильмах и сериалах
- Звёздный путь 3: В поисках Спока (1984)
- Звёздный путь 4: Путешествие домой (1986) (В этом фильме вся станция выключается «китовым» зондом)
- Звёздный путь 5: Последний рубеж (1989)
- Звёздный путь 6: Неоткрытая страна (1991)
- Четыре появления в Звёздный путь: Следующее поколение (1987—1993)
- Звёздный путь: Вояджер (один эпизод) (1995—2001)[7]

### В других источниках
«Спейсдок Земля» также фигурирует в компьютерной игре Star Trek Online. Виртуальный мемориал в честь реальных актёров, которые играли героев «Оригинального сериала» (в частности, Леонарда Нимоя), был помещён на станции «Спейсдок Земля» в этой компьютерной игре к 2015 году. Станция используется в качестве отправной точки для миссий в «Star Trek: Online», как отмечено в книге Star Worlds: Freedom Versus Control in Online Gameworlds.
Космическая станция часто упоминается в энциклопедиях по «Звёздному пути», в которых имя станции «Spacedock» указывается слитно.